# 15 cm sIG 33
15 cm sIG 33 (schweres Infanterie Geschütz 33) var en tung tysk 150 mm kanon för infanteriunderstöd, under andra världskriget. Kanonen användes i det infanterikanonkompani som fanns i varje infanteriregemente som ett eget understöd för regementet. Den ersattes från 1944 av infanterikanonvagnen Grille i pansargrenadjärregementen som både gav större rörlighet och skydd.
| 1939 | 1940 | 1941 | 1942 | 1943 | 1944  | 1945 |
| ---- | ---- | ---- | ---- | ---- | ----- | ---- |
| 48   | 310  | 492  | 420  | 862  | 1 613 | 410  |